# Ketupat
Le ketupat (en indonésien et malais), kupat (en javanais et sundanais) ou tipat (en balinais) est un type de boulette à base de riz emballé dans un petit panier de feuilles de palme cuites. On les trouve communément en Indonésie, Malaisie, Brunei, Singapour, et aux Philippines (où ils sont appelés pusô en cebuano, bugnóy en hiligaïnon, patupat en pampangan et pangasinan, ou ta’mu en tausug). Ce plat de riz emballé est similaire au lontong et au bakchang.
Le ketupat est ouvert, le riz contenu est enlevé du panier et coupé en morceaux, et sert d'accompagnement. Il est consommé avec du rendang, de l'opor ayam, du sayur labu (soupe de chayote), du sambal goreng ati (foie et sambal) ou sert d'accompagnement de sate (brochettes de poulet, de bœuf ou d'agneau) ou de gado-gado (légumes et sauce sate). Le ketupat est également un ingrédient central de certains plats tels que le ketupat sayur (ketupat dans une soupe de jicama, avec du tofu et un œuf dur) et le kupat tahu (ketupat et tofu dans une sauce arachide).
L'utilisation de jeunes feuilles de palmes cuites (janur) dans la cuisine est très répandue dans le monde malais, de l'Indonésie à la Malaisie en passant par les Philippines. Le ketupat est à base de riz enveloppé dans un panier de feuilles de palmes et bouilli. Durant la cuisson, le riz grossit et occupe tout le volume du cube, se retrouvant ainsi compressé, ce qui lui donne sa forme et texture singulière.

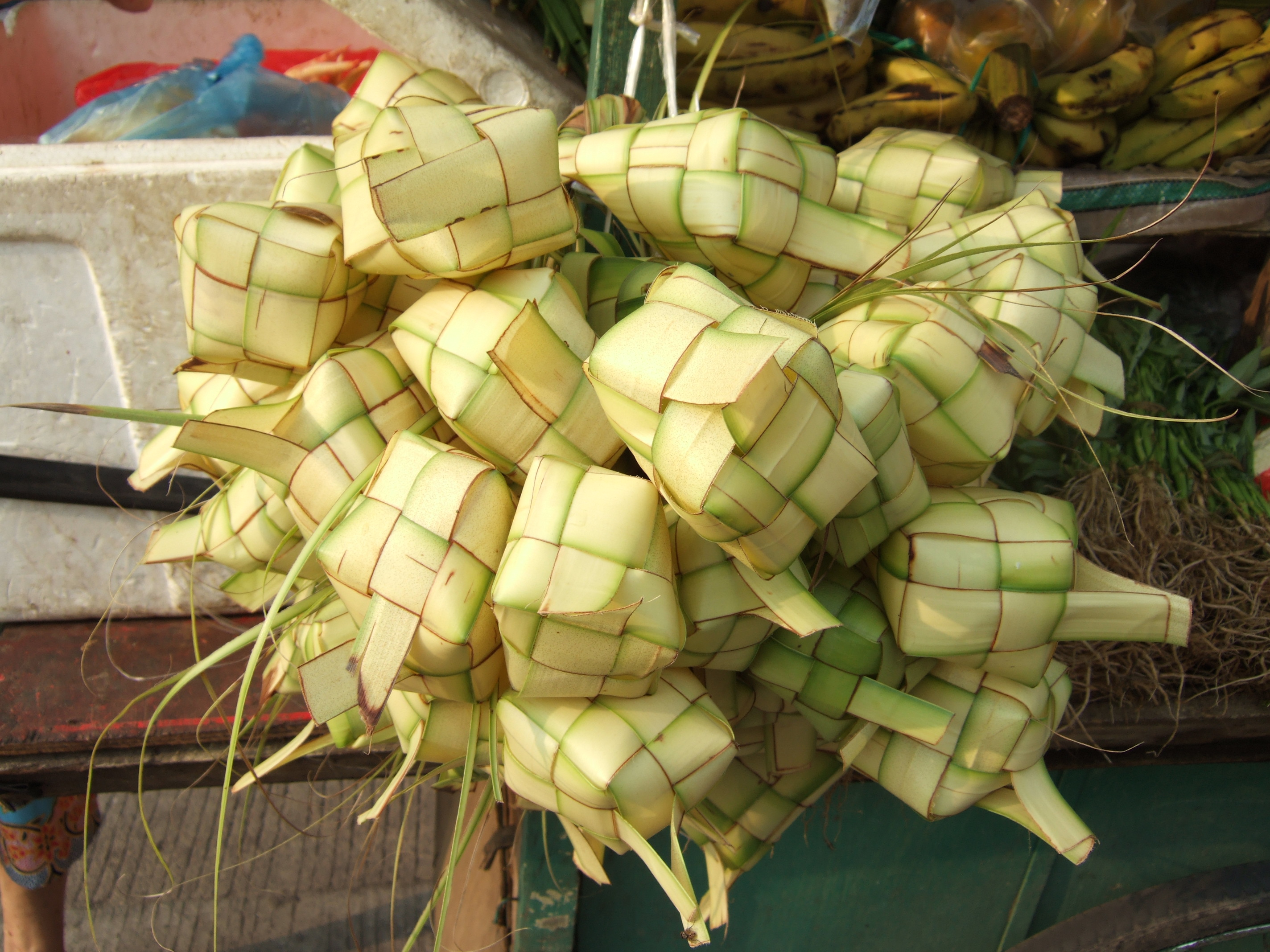
Sur les marchés indonésiens, les paniers vides de ketupat sont vendus avant la fête du Lebaran.

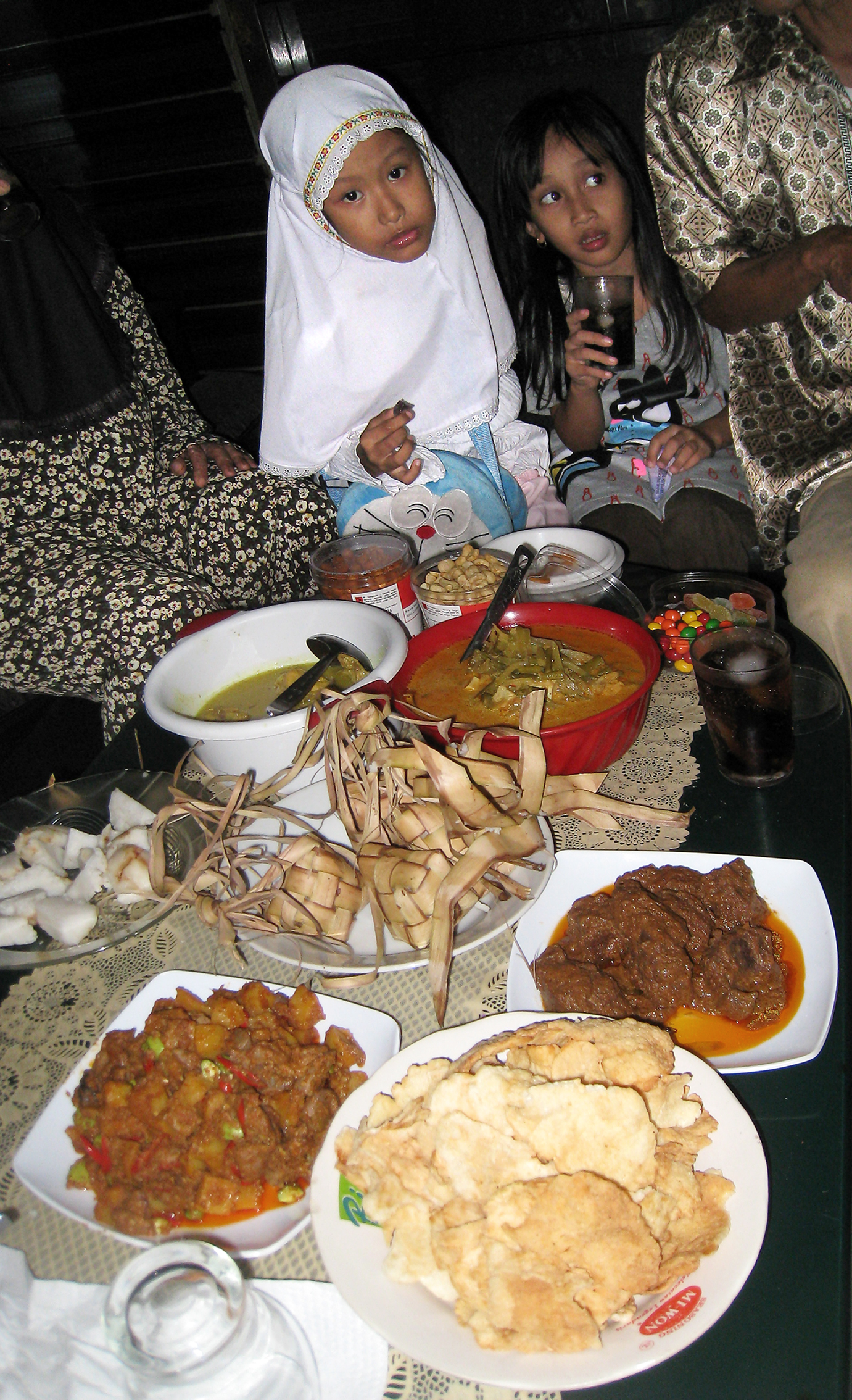
Ketupat, au centre, lors d'un festin du Lebaran, servis avec du sayur lodeh, opor ayam, rendang, sambal goreng ati et emping.

## Recettes
Il y a plusieurs recettes de ketupat, les deux principales étant le ketupat nasi et le ketupat pulut. Le ketupat nasi est à base de riz blanc et enveloppé dans un cube de feuilles de cocotier, tandis que le ketupat pulut est à base de riz gluant et est enveloppé dans un panier triangulaire de feuilles de palmier (Licuala). Le ketupat pulut est aussi appelé ketupat daun palas en Malaisie.

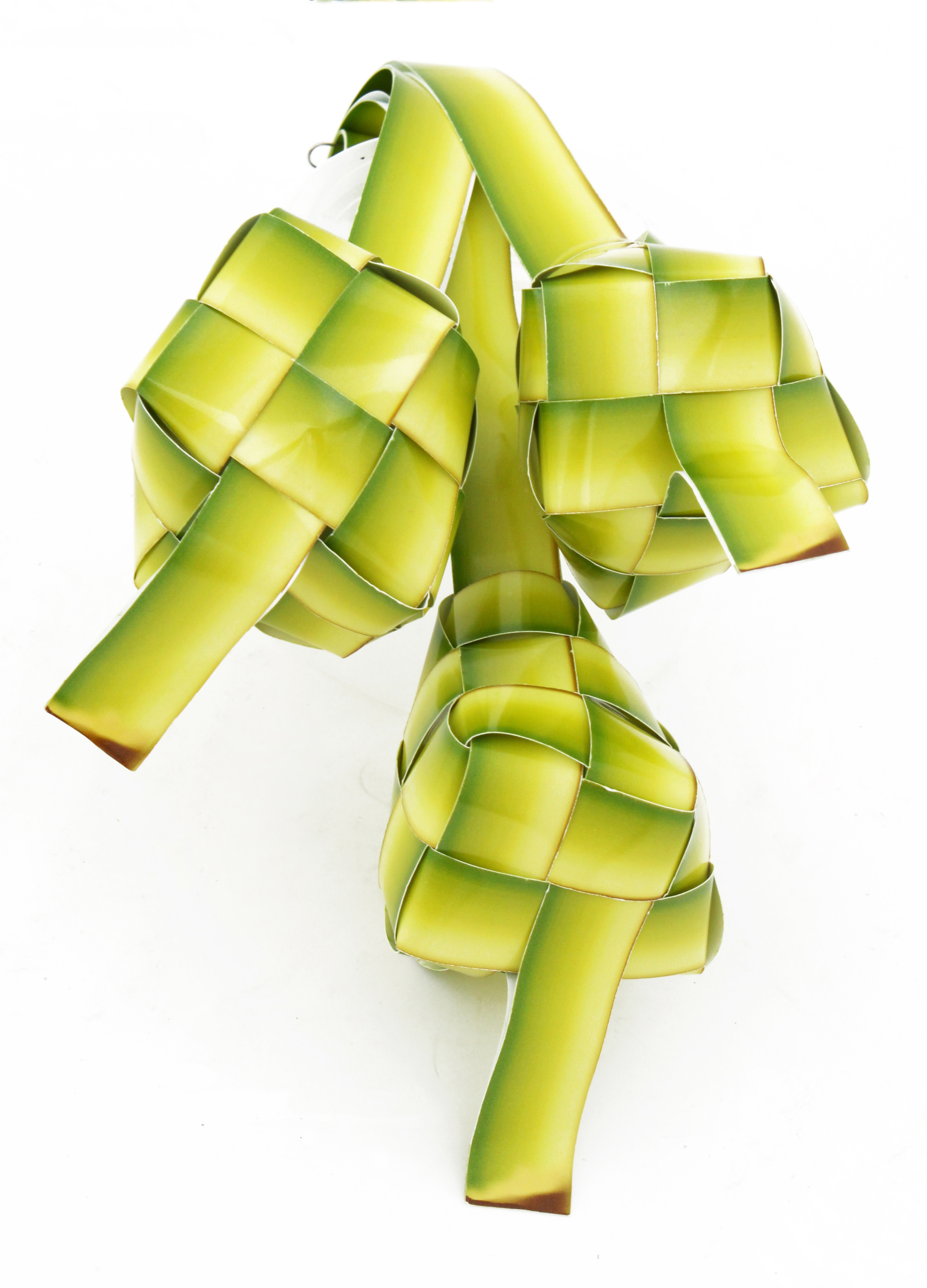
Ketupat raya, images de ketupat souvent utilisés en décoration pour célébrer l'Aïd el-Fitr.

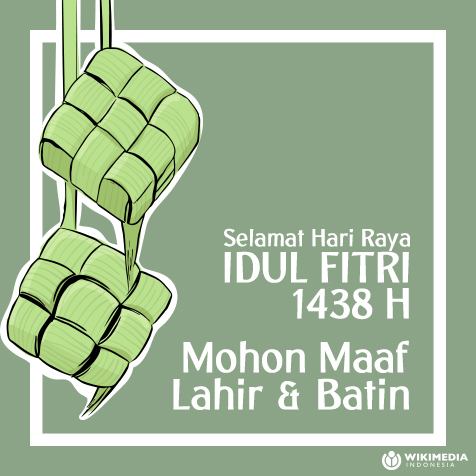
Carte de vœux indonésienne pour l'Aïd el-Fitr, décorée de ketupat.

Le ketupat est traditionnellement consommé par les Indonésiens et les Malaisiens musulmans durant les festins de l'Idul Fitri (Hari Raya Aidilfitri). Durant l'Idul Fitri en Indonésie, surtout à Java, le ketupat est souvent servi avec de l'opor ayam (poulet dans du lait de coco), du curry de poulet ou de bœuf, du rendang, du sambal goreng ati (foie de bœuf épicé), du krecek (peau de bœuf ou de buffle), ou du sayur labu siam (soupe de chayote). Le ketupat ou le lontong remplacent également le riz blanc dans le gado-gado, karedok ou pecel.
Pour les Moros (musulmans) des Philippines, le ketupat est servi avec de nombreux plats tels que le tiyulah itum, rendang, ginataang manok, kurma et les sate. Ils sont surtout servis lors de grandes occasions, mariages et pour l'Eid'l Fitr, et l'Eid'l Adha.
Pour les Philippins, le pusô, nom local du ketupat,,,, est aussi employé comme pabaon ou panier-repas, surtout utilisé par les travailleurs.

## Plats dérivés
En plus de servir d'accompagnement, le ketupat sert aussi de plat à part entière.

### Ketupat sayur

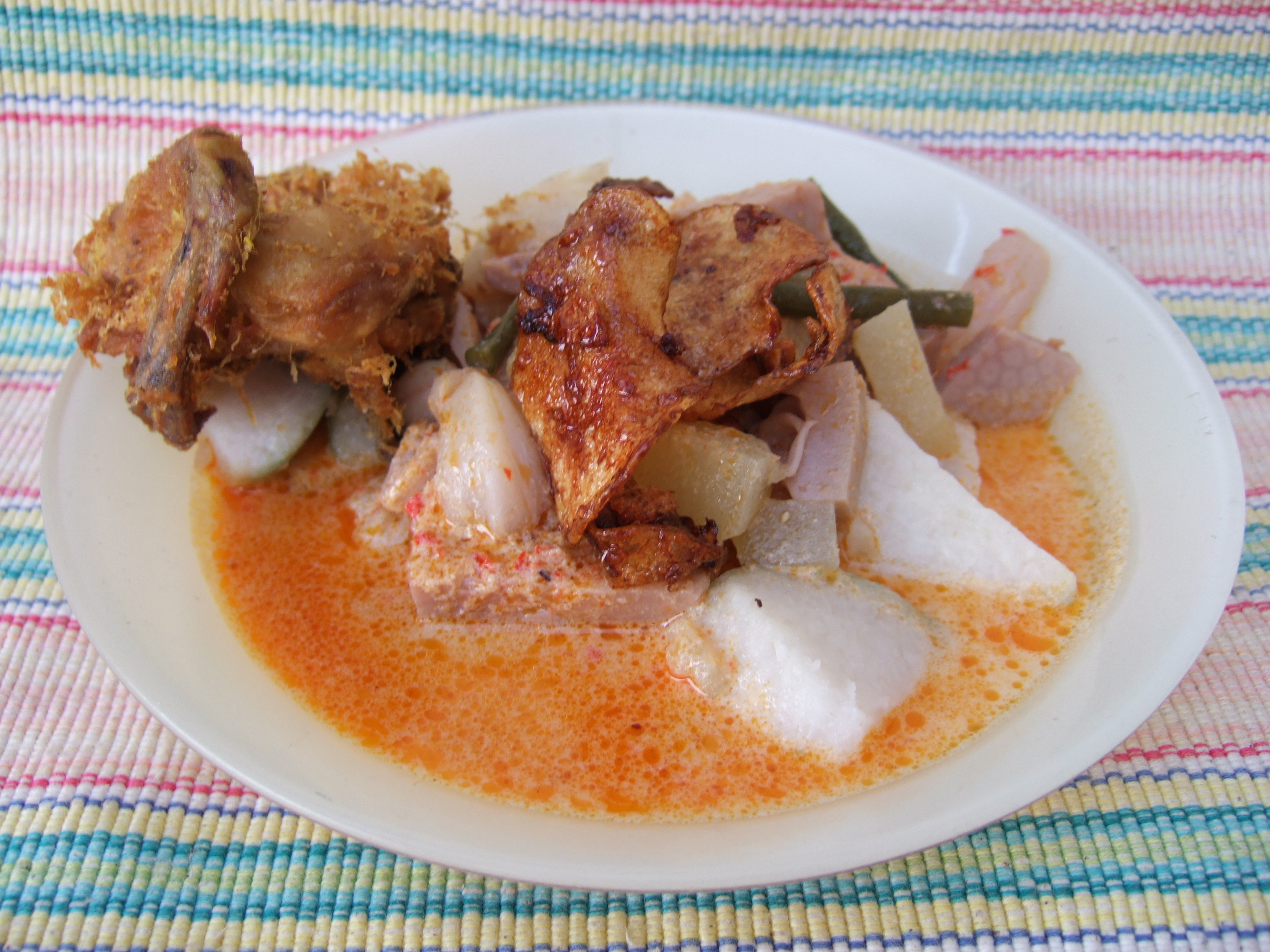
Ketupat sayur Betawi, avec de l'ayam goreng.

Un des plats populaires de la cuisine de rue indonésienne est le ketupat sayur, qui signifie littéralement « ketupat dans une soupe de légumes ». Le ketupat sayur a deux recettes : la version betawi de Jakarta et la version padang de Sumatra. En résumé, il s'agit de ketupat servis avec des tranches de labu siam (chayote) et d'un gulai de jacquier encore vert, dans une soupe de lait de coco, recouvert de tofu cuit, de telur pindang (œuf dur épicé) et de krupuk.

### Kupat tahu

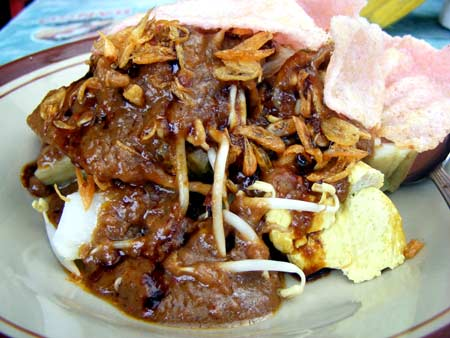
Kupat tahu gempol de Surabaya.

Le ketupat sert aussi d'ingrédient principal dans le plat soundanais et javanais, kupat tahu, qui comprend le ketupat, du tahu goreng (tofu frit) et des pousses de soja servis dans une sauce saté, et recouverts de krupuk. Il existe certaines variantes de ce plat comme le kupat tahu Kuningan du Kabupaten de Kuningan à Java occidental, le kupat tahu Magelang du Kabupaten de Magelang, à Java Centre, et le kupat tahu gempol de Surabaya, à l'est de Java.
La version balinaise est appelée tipat cantok ; il s'agit de tranches de ketupat, de légumes, de pousses de soja, de  concombre et de tofu frit, mélangés dans une sauce saté à base d'arachides cuites, d'ail, de piment, de sel et de tauco.